# Chūō Shinkansen
Chuo Shinkansen (中央新幹線 (Trung ương tân cán tuyến) Chūō Shinkansen) là một tuyến tàu đệm từ đang được xây dựng của Nhật Bản nối Tokyo với Nagoya, và có kế hoạch nối tiếp tới Osaka. Hành trình dự kiến ban đầu của tuyến này giữa các ga Shinagawa ở Tokyo và ga Nagoya ở Nagoya, với các nhà ga khác trên tuyến ở Sagamihara (Kanagawa), Kofu (Yamanashi), và Nakatsugawa, Gifu, cũng như các vị trí chưa xác định ở Nagano. Tuyến này được trông đợi rút ngắn hành trình từ Tokyo đến Nagoya còn 40 phút; Tokyo và Osaka còn 67 phút với vận tốc tối đa 505 km/h (314 mph). Khoảng 90% đoạn đường 286 kilômét (178 mi) trong tuyến sẽ được xây ngầm hoặc qua các hầm.
Chính phủ Nhật Bản cho phép tiến hành xây dựng ngày 27 tháng 5 năm 2011. Công việc thi công tuyến này dự kiến tiêu tốn hơn 9.000 tỉ Yên bắt đầu năm 2014. JR Central dự kiến đưa vào vận hành giữa Tokyo và Nagoya năm 2027, đoạn Nagoya-Osaka sẽ được hoàn thành năm 2037. JR Central đang xem xét giới thiệu dịch vụ này tại ga mới ở Kōfu nhân dịp Thế vận hội Mùa hè 2020 để du khách trải nghiệm đoạn qua núi Yamanashi.